# تان انگ یون
تن انگ یون (۹ ژانویه ۱۹۲۸–۳۰ ژانویه ۲۰۱۰) یک دونده دو سرعت سنگاپوری بود. وی در بازی‌های المپیک تابستانی ۱۹۵۶ در ۱۰۰ متر آقایان به رقابت پرداخت.